# Audi
Audi er en bilfabrikant med hovedsæde i Ingolstadt i Tyskland.
Audi blev oprindeligt grundlagt den 25. april 1910 af August Horch. I 1932 sluttede Audi sig sammen med tre andre tyske bilproducenter og dannede Auto Union. Det velkendte logo er fire ringe, der repræsenterer producenterne Audi, Horch, DKW og Wanderer. Fra 1977 er alle Auto Union-biler markedsført under Audi-navnet.
Audis slogan er "Vorsprung durch Technik" (forspring gennem teknik), der repræsenterer August Horchs pionérånd.
Audi er i dag en del af VAG-koncernen. Audi kørte med i 24-timers racerløbet i Le Mans og har vundet 13 gange (2000, 2001, 2002, 2004, 2005, 2006, 2007, 2008 og 2010 – 2010 med en 1,2 og 3 plads, 2011, 2012 – 2012 med en 1., 2. og 3. plads, 1. og 2. plads i 2013 og senest i 2014). Bilproducenten meldte sig dog ud af 24-timers løbet tilbage i 2016, eftersom de hellere ville fokusere på deres produktion, samt lancere en 100% elektrisk bil i slutningen af 2018.

## Navnet Audi
August Horch grundlagde i 1899 Horch & Cie. men han måtte forlade fabrikken i 1909, på grund af uoverensstemmelser. Samme år grundlagde han et nyt firma, som han kaldte Horch. Han blev sagsøgt at sit tidligere firma for at krænke deres varemærke og tabte sagen. Horch måtte ikke bruge sit familienavn til sit nye firma. Ideen til navnet Audi fik August Horch fra sin søn der studerede latin og oversatte familienavnet til latin. Oversat fra gammel tysk betyder horch nemlig "lyt", og "lyt" på latin er audi. Navnet Audi er ikke en sammentrækning af Auto Union AG Deutschland Ingolstadt.

## Aktuelle modeller
- A3
(2003)
- A5
(2006)
- A6
(2004)
- A8
(2003)
- S3
(2006)
- S4
(2006)
- S5
(2007)
- S6
(2006)
- S8
(2006)
- Q5
(2008)
- Q7
(2006)
- TT
(2006)
- Allroad Quattro
(2006)

## Tidligere modeller
- 50
(1974-1978)
- 60
(1968-1972)
- 75
(1969-1972)
- 80
(1972-1996)
- 90
(1984-1991)
- 100
(1968-1994)
- 200
(1979-1990)
- A2
(1999-2005)
- V8
(1988-1994)